# Jay O’Brien
Jay James O’Brien (* 22. Februar 1883 in New York; † 5. April 1940 in Palm Beach) war ein US-amerikanischer Bobfahrer.
O’Brien nahm erstmals mit 44 Jahren an den Olympischen Spielen 1928 in St. Moritz teil, bei denen er im Fünferbob die Silbermedaille gewinnen konnte.  Bei den Olympischen Spielen 1932 in Lake Placid gewann er mit dem amerikanischen Viererbob die Goldmedaille. Mit diesem Erfolg im Alter von 48 Jahren und 357 Tagen war er bis 2006  der älteste Olympiasieger in der Geschichte der Olympischen Winterspiele. Bei den Winterspielen 1932 war er zudem Anführer der amerikanischen Bobmannschaft, dem United States Olympic Bobsled Committee. Er starb 1940 an einem Herzinfarkt.